# Beni Hasan

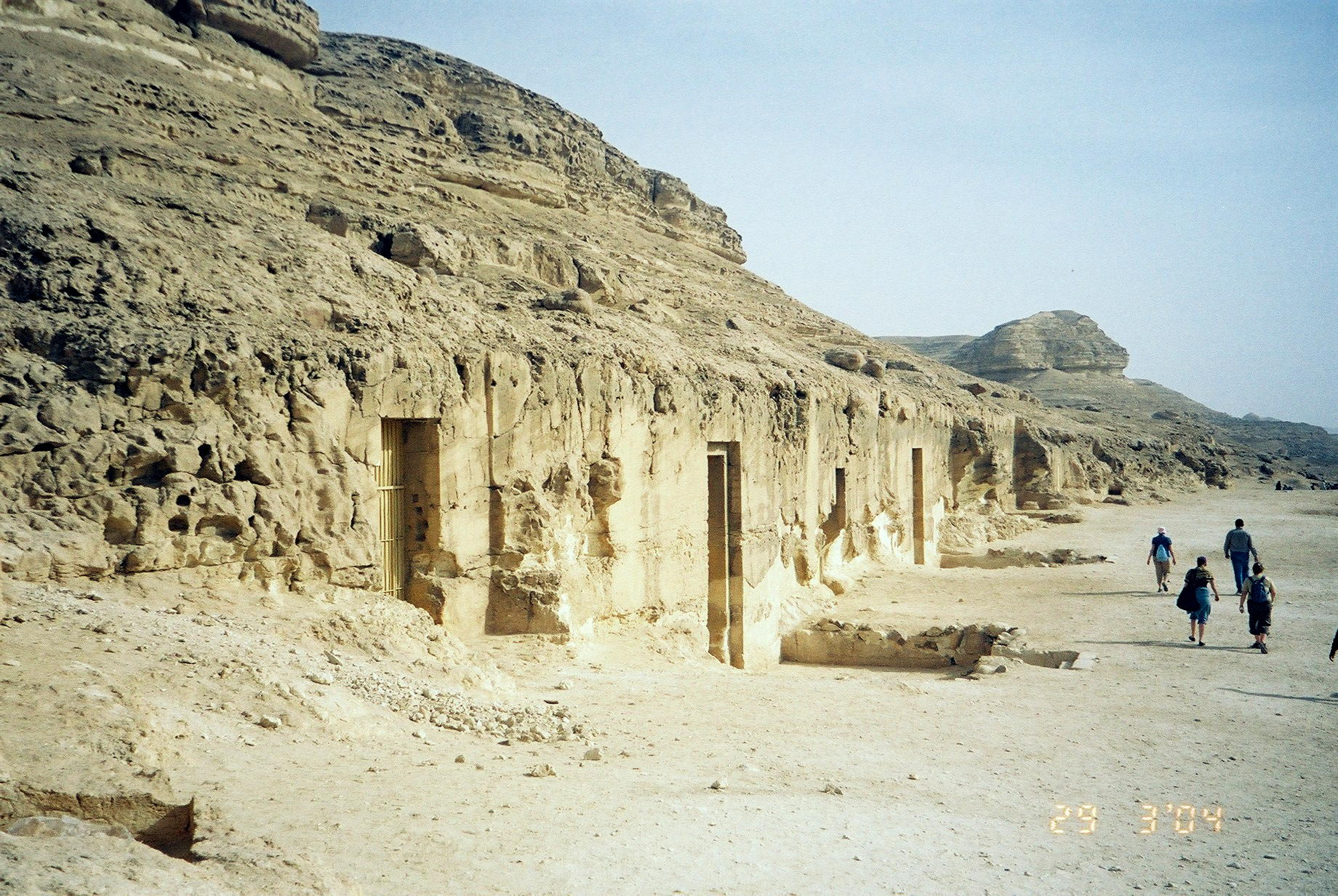
Các ngôi mộ của Khety và Baqet III.

Beni Hasan (cũng được viết là Bani Hasan hoặc Beni-Hassan) (tiếng Ả Rập: بني حسن) là một khu vực nghĩa trang của Ai Cập cổ đại. Nó nằm cách khoảng 20 kilômét (12 mi) về phía nam của Minya ngày nay, trong vùng Trung Ai Cập, nằm giữa Asyut và Memphis.
Mặc dù có một số ngôi mộ chôn cất trong thời Cổ Vương quốc tại địa điểm này nhưng nó chủ yếu được sử dụng trong thời Trung Vương quốc, kéo dài từ thế kỷ 21 đến 17 trước Công nguyên (Thời đại đồ đồng).
Ở phía nam của khu nghĩa trang là một ngôi đền được xây dựng bởi Hatshepsut và Thutmose III, dành riêng cho nữ thần bản địa Pakhet. Nó được gọi là Hang động của Artemis, bởi vì người Hy Lạp cổ đại đã nhận dạng Pakhet với Artemis và ngôi đền đó nằm dưới lòng đất.

## Nghĩa trang
Các nhà cai trị thời Trung Vương quốc tiếp tục được chôn cất trong các ngôi mộ cắt vào đá, được tiếp nối từ Thời kỳ Chuyển tiếp thứ nhất, tại các địa điểm như Beni Hasan. Có bằng chứng về việc tái tổ chức hệ thống chính quyền trong Vương triều thứ 12. Trong Thời kỳ Chuyển tiếp thứ nhất và trong một số triều đại của Trung Vương quốc, người ta thường thấy các nomarch (người giám sát/kiểm soát một khu vực do chính phủ chỉ định) là các vị trí do cha truyền con nối; giới thượng lưu không phụ thuộc vào nhà vua để hợp pháp hóa quyền lực của họ nhiều như ở Cổ Vương quốc. Vào Vương triều thứ 12, quyền lực của các vị nomarch bắt đầu bị kiềm chế, và các thống nhà cai trị được bổ nhiệm hoặc ít nhất là được nhà vua xác nhận.
Có 39 ngôi mộ cổ ở đây của Trung Vương quốc (khoảng thế kỷ 21 đến thế kỷ 19 trước Công nguyên) của các vị Oryx nome, người cai trị Hebothy. Do chất lượng của đá và khoảng cách đến các vách đá ở phía tây, những ngôi mộ này được xây dựng ở bờ phía đông. Có một sự phân bố không gian trong nghĩa trang này (có hai nghĩa trang ở đây: khu vực nghĩa địa phía trên và nghĩa địa phía dưới) những người quan trọng nhất được chôn cất gần đỉnh của vách đá. Ở nghĩa trang phía dưới có 888 ngôi mộ hình trục, có niên đại từ thời Trung Vương quốc, được khai quật bởi John Garstang; phần lớn những ngôi mộ này có chung một thiết kế tương tự bao gồm một buồng nhỏ hoặc hốc dưới chân trục (hướng về phía nam) để nhận quan tài và vật tang lễ.
Một số ngôi mộ lớn hơn có chữ khắc về tiểu sử và được vẽ với những cảnh sinh hoạt đời thường và chiến tranh. Họ nổi tiếng với chất lượng tranh mà họ vẽ nên. Ngày nay, nhiều cảnh trong số đó đang ở trong tình trạng tồi tệ, mặc dù trong thế kỷ 19, một vài bản sao đã được làm từ một số bức tranh trong số chúng.

## Những ngôi mộ đáng chú ý

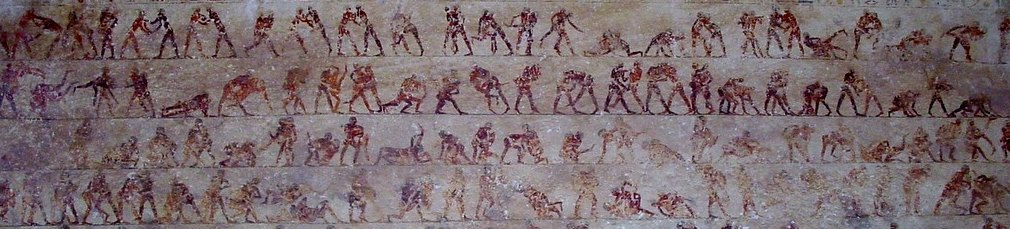
Chi tiết các cảnh đấu vật trong lăng mộ số 15.

Có bốn trong số 39 ngôi mộ có thể tiếp cận bởi công chúng. Những ngôi mộ đáng chú ý là:
- Lăng mộ số 2 của Amenemhat, được biết đến với tên Ameny, nomarch dưới thời Senusret I (có thể tiếp cận).
- Lăng mộ số 3 của Khnumhotep II, đáng chú ý là mô tả các đoàn lữ hành của thương nhân Semitic (có thể tiếp cận).
- Lăng mộ số 4 của Khnumhotep IV, nomarch vào cuối Vương triều thứ 12 (đã đóng cửa).
- Lăng mộ 13 của Khnumhote, người ghi chép hoàng gia trong Vương triều thứ 12 (đã đóng cửa).
- Lăng mộ số 14 của Khnumhotep I, nomarch dưới thời Amenemhat I (đã đóng cửa).
- Lăng mộ số 15 của Baqet III, đáng chú ý với các mô tả về kỹ thuật đấu vật (có thể tiếp cận).
- Lăng mộ số 17 của Khety, một nomarch trong Vương triều thứ 11, con trai của Baqet (có thể tiếp cận).
- Lăng mộ số 21 của Nakht, nomarch trong Vương triều thứ 12 (đã đóng cửa).
- Lăng mộ số 23 của Netjernakht, người giám sát sa mạc phía Đông trong Vương triều thứ 12 (đã đóng cửa).
- Lăng mộ số 27 của Ramushenty, nomarch trong Vương triều thứ 11 (đã đóng cửa).
- Lăng mộ số 29 của Baqet I, nomarch trong Vương triều thứ 11 (đã đóng cửa).
- Lăng mộ số 33 của Baqet II, nomarch trong Vương triều thứ 11 (đã đóng cửa).